# Sturgeon Lake 101
Sturgeon Lake 101 är ett reservat i Kanada.   Det ligger i provinsen Saskatchewan, i den centrala delen av landet, 2 300 km väster om huvudstaden Ottawa.
Omgivningarna runt Sturgeon Lake 101 är en mosaik av jordbruksmark och naturlig växtlighet. Runt Sturgeon Lake 101 är det mycket glesbefolkat, med 4 invånare per kvadratkilometer.